# NGC 3169
NGC 3169 ist eine Spiralgalaxie mit aktivem Galaxienkern vom Hubble-Typ Sa mit ausgedehnten Sternentstehungsgebieten im Sternbild Sextant südlich der Ekliptik. Sie ist schätzungsweise 49 Millionen Lichtjahre von der Milchstraße entfernt und hat einen Durchmesser von etwa 70.000 Lichtjahren. Gemeinsam mit NGC 3165 und NGC 3166 bildet sie das gravitativ gebundene Galaxientrio Holm 173 oder KPG 228 und ist die hellste Galaxie der NGC 3169-Gruppe (LGG 192).

Im selben Himmelsareal befinden sich die Galaxie NGC 3156.
Die Supernovae SN 1984E (Typ IIL) und SN 2003cg (Typ Ia) wurden hier beobachtet.
Das Objekt wurde am 19. Dezember 1783 von Wilhelm Herschel entdeckt.

## NGC 3169-Gruppe (LGG 192)
| Galaxie   | Alternativname | Entfernung / Mio. Lj |
| --------- | -------------- | -------------------- |
| NGC 3156  | PGC 29730      | 53                   |
| NGC 3165  | PGC 29798      | 53                   |
| NGC 3166  | PGC 29814      | 47                   |
| NGC 3169  | PGC 29855      | 49                   |
| PGC 29969 | UGC 5539       | 51                   |